# (20303) Lindwestrick
(20303) Lindwestrick est un astéroïde de la ceinture principale d'astéroïdes.

## Description
(20303) Lindwestrick est un astéroïde de la ceinture principale d'astéroïdes. Il fut découvert le 31 mars 1998 à Socorro (Nouveau-Mexique) par le projet LINEAR. Il présente une orbite caractérisée par un demi-grand axe de 2,44 UA, une excentricité de 0,12 et une inclinaison de 3,6° par rapport à l'écliptique.

## Compléments